# Ryan Johnson (futbolista)
Ryan Johnson (n. Kingston, Jamaica; 26 de noviembre de 1987) es un futbolista jamaiquino que juega como delantero. Actualmente milita en el Portland Timbers de la Major League Soccer. 

## Clubes
| Club                   | País           | Año       |
| ---------------------- | -------------- | --------- |
| Cape Cod Crusaders     | Estados Unidos | 2002      |
| Boulder Rapids Reserve | Estados Unidos | 2005      |
| Real Salt Lake         | Estados Unidos | 2006      |
| Chicago Fire           | Estados Unidos | 2006      |
| Östers IF              | Suecia         | 2007      |
| New Jersey Ironmen     | Estados Unidos | 2007-2008 |
| San Jose Earthquakes   | Estados Unidos | 2008-2011 |
| Toronto FC             | Canadá         | 2011-2012 |
| Portland Timbers       | Estados Unidos | 2012-     |

- Datos: Q1697386
- Multimedia: Ryan Johnson (association football player) / Q1697386